# クリスチャン・ポテンザ
クリスチャン・ポテンザ(英: Christian Potenza、1972年12月23日 - ) は、カナダの声優とコメディアン。彼は6ティーンでジュードを演じ、「トータルドラマシリーズ」で「クリス・マクリーン」を演じたことで最もよく知られている。

## 出演作品
- トータルドラマシリーズ - クリス・マクリーン
  - トータル・ドラマ・アイランド
  - トータルドラマアクション
  - トータルドラマワールドツアー
  - トータルドラマ:島の復讐
  - トータルドラマオールスターズとパーキチュー島
  - トータルドラマラマ
- 6ティーン - ジュード・リゾウスキー
- サイドキック - トレバー・トラブルマイヤー
- 無生物の狂気 - MePhone4
- びっくりスケアリー - ライフ・スレーブ